# ناهض داخلي
في علم الأدوية، ناهض داخلي لمستقبل معين هو مركب ينتجه الجسم بشكل طبيعي والذي يرتبط بهذا المستقبل وينشطه. على سبيل المثال، ناهض داخلي المنشأ الأساسي لمستقبلات السيروتونين هو السيروتونين، والناهض الداخلي الأساسي لمستقبلات الدوبامين هو الدوبامين.
بشكل عام، مستقبلات الناقلات العصبية للجزيئات الصغيرة مثل السيروتونين سيكون لها ناهض داخلي واحد فقط، ولكن غالبًا ما يكون لها العديد من الأنواع الفرعية المختلفة للمستقبلات (على سبيل المثال 13 مستقبلًا مختلفًا للسيروتونين). من ناحية أخرى، تميل مستقبلات الببتيد العصبي إلى أن يكون لها أنواع فرعية أقل، ولكن قد يكون لها عدة ناهضات داخلية مختلفة. يسمح هذا بدرجة عالية من التعقيد في نظام إشارات الجسم، حيث تظهر أنسجة مختلفة غالبًا استجابات مميزة تمامًا لرابط معين. تُعرف أيضًا بعض المضادات الداخلية والمنبهات العكسية (على سبيل المثال ، حمض كينورينيك في مستقبل ن-مثيل-د-أسبارتات)، ولكنها أقل شيوعًا.